# Vallcirera
Vallcirera o el Casó de Vallcirera és una masia situada al municipi de Pinell de Solsonès, a la comarca catalana del Solsonès.
Està situada a 629 m d'altitud, a la punta sud de la serra de Finestres. S'hi accedeix via la carretera C-149a, on trobem un trencant a la dreta abans del punt quilomètric 16. Aquest trencant porta cap a Vallcirera així com cap a Vilardaga.